# Jacqueline Moore
Jacqueline Moore (Dallas, 6 de janeiro de 1964) é uma lutadora de wrestling profissional e atriz norte-americana. Trabalhou na Total Nonstop Action Wrestling com o ring name de Jacqueline. Ela foi a primeira mulher a ser incluída na lista anual dos 500 melhores lutadores publicado pela Pro Wrestling Illustrated. Trabalhou também na WWE onde conquistou 2 vezes o WWF Women's Championship e uma vez o WWE Cruiserweight Championship.

## Carreira no Wrestling
- World Class Championship Wrestling promotion (1989-1991)
- United States Wrestling Association  (1992-1996)
- World Championship Wrestling (1997)
- WWE (1998-2003)
- Total Nonstop Action Wrestling (2004–2009)

## Títulos e prêmios
- Independent Association of Wrestling
  - IAW Women's Championship (1 vez)[2]
- United States Wrestling Association
  - USWA Women's Heavyweight Championship (14 vezes)
- Universal Wrestling Federation
  - UWF Women's World Championship (1 vez)
- WWE
  - WWE Cruiserweight Championship (1 vez)
  - WWF Women's Championship (2 vezes)